# Staryj Wowczyneć (przystanek kolejowy)
Staryj Wowczyneć (ukr. Старий Вовчинець, ros. Старый Волчинец) – przystanek kolejowy w miejscowości Staryj Wowczyneć, w rejonie czerniowieckim, w obwodzie czerniowieckim, na Ukrainie. Położony jest na linii Czerniowce – Suczawa.
Obecnie jest nieczynny.